# هنري كراوتش
هنري كراوتش (10 فبراير 1914 في الهند - 17 أبريل 1991 في المملكة المتحدة) (بالإنجليزية: Henry Crouch)‏ هو لاعب كريكت بريطاني (وحمل سابقاً جنسية المملكة المتحدة لبريطانيا العظمى وأيرلندا). لعب مع نادي مقاطعة سري للكريكت ‏ والمقاطعات الوطنية للكريكيت الإنجليزي والويلزي ‏.

## وصلات خارجية
- هنري كراوتش على موقع إي آس بي آن كريك إنفو (الإنجليزية)